# Ambrosio Cotes

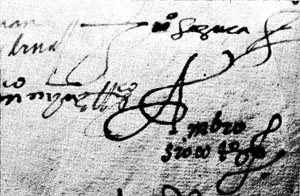
Unterschrift von Ambrosio Cotes (1576)

Ambrosio Coronado de Cotes (auch Ambrosio C. Cotes; * vor 1550 in Villena; † 9. September 1603 in Sevilla) war ein spanischer Kapellmeister und Komponist.

## Leben
Ambrosio Cotes’ Familie war väterlicherseits wahrscheinlich baskischer Herkunft und lebte in der heutigen Provinz Valencia in den Orten Mogente und Fuenta la Higuera. Seine Urgroßeltern mütterlicherseits stammten aus Villena. Sein Vater, Francisco Cotes, kam aus Fuente la Higuera. Dieser war für die Salinen der Lagune verantwortlich und heiratete 1547 Isabella Sanchez in Vilena. Um 1550 wurde dann Ambrosius Cotes geboren.
Ambrosio Cotes studierte in Villena bei Theatinern Musik. Ab 1573 war er Kleriker an der dortigen Kirche Santiago. 1576 wurde er zum Kapellmeister ernannt. Nach dem Tod des  Rodrigo de Ceballos wurde er 1581 dessen Nachfolger als Kapellmeister an der Capilla Real von Granada. Dese Zeit war geprägt von den Auseinandersetzungen mit dem Organisten Francisco Fernández Palero (1533–1597). Cotes verließ 1596 die Capilla Real und war von 1596 bis 1600 Kapellmeister an der Kathedrale von Valencia. In dieser Zeit war Juan Bautista Comes einer seiner Schüler. Am 22. September 1600 wurde Cotes zum Nachfolger von Francisco Guerrero als Kapellmeister an der Kathedrale von Sevilla ernannt. Diese Stellung hatte er bis zu seinem Tod inne.

## Werke
Von Ambrosio Cotes sind 29 Werke überliefert, davon 25 in den Archiven der Capilla Real in Granada und vier in den Archiven der Kathedrale von Valencia.
- 24 Motetten
  - Angelus suis Deus, Motette für vier Stimmen, eingespielt auf der CD Ambrosio Cotes: Opera Varia des Ensembles Victoria Musicæ unter der Leitung von Josep R. Gil-Tàrrega. Veröffentlicht beim Label La Ma De Guido am 25. Mai 2004
  - Beatus Laurentius, Motette für vier Stimmen, eingespielt auf der CD Ambrosio Cotes: Opera Varia
  - Benedico te, Pater, Motette für vier Stimmen, eingespielt auf der CD Ambrosio Cotes: Opera Varia
  - Filiae Jerusaelem, Motette für vier Stimmen, eingespielt auf der CD Ambrosio Cotes: Opera Varia
  - Maria, mater gratiae, Motette für vier Stimmen, eingespielt auf der CD Ambrosio Cotes: Opera Varia
  - Mortuus est Philippus Rex, Motette für sieben Stimmen, eingespielt auf der CD The Imperial Composers of Charles V & Philip II vom Ensemble Musica Reservata de Barcelona unter der Leitung von Peter Phillips, veröffentlicht beim Label La Ma De Guido am 9. März 2010
  - O lux et decus Hispaniae, Motette für sechs Stimmen, eingespielt auf der CD Ambrosio Cotes: Opera Varia
  - Prudentes virgines, Motette für vier Stimmen, eingespielt auf der CD Ambrosio Cotes: Opera Varia
  - Sacerdos et pontifex, Motette für vier Stimmen, eingespielt auf der CD Ambrosio Cotes: Opera Varia
  - Veni Sponsa Christi,  Motette für vier Stimmen, eingespielt auf der CD Ambrosio Cotes: Opera Varia
  - Vidi angelum,  Motette für vier Stimmen, eingespielt auf der CD Ambrosio Cotes: Opera Varia
  - Visionem quam vidistis, Motette für vier Stimmen, eingespielt auf der CD Ambrosio Cotes: Opera Varia
  - 4 Canciones für fünf Stimmen, eingespielt auf der CD Ambrosio Cotes: Opera Varia
- 3 Vertonungen der Lamentationes
- Officium defunctorum
- Missa in Adventu et Quadragesima, für vier und fünf Stimmen, I Kyrie II Gloria III Sanctus IV Agnus Dei   eingespielt auf der CD Ambrosio Cotes: Opera Varia

Viele weitere Werke sind verschollen.